# Thunder Underground
Thunder Underground is een opnamestudio in Palm Springs, Californië.
De studio is vooral bekend geworden door de vele muzikanten en bands uit de Palm Desert Scene die hier hun muziekmateriaal hebben opgenomen.
Mathias Schneeberger is ook vaak in de studio te vinden. Hij doet de mixing en mastering van de opnames.

## Personeel
- Harper Hug (producer)
- Trevor Whatever (producer)
- Katherine Hug (studiomanager)

## Opnamen
- John Garcia
- Steak
- Black Mastiff
- Nick Oliveri
- Vista Chino
- Brant Bjork
- CIVX
- Dwarfs
- Tegan and Sara
- ZUN
- Mars Red Sky
- Jesika Von Rabbit
- Gary Arce
- Yawning Man
- Unida
- The Borderliners
- The Open Feel
- Kyuss Lives!
- Jamie Palumbo
- Shelby Lynne
- Waxy
- Johnny G
- Mondo Generator
- John Stanley King
- War Drum
- Sara Groban
- Jackson Cook
- Nightmare & the Cat
- Friends of Emmet
- Kjwan
- Yatharth Ratnum
- Core10
- Ronnie King
- Sailors of Neptune
- Dantes Boneyard
- Oranger
- Freemasons
- Heather Ballentine
- The Vampire Diaries
- Nick Pryor
- Johnny
- Simon Barron Productions